# Rosenstraße (Lübeck)

Die Lage der Rosenstraße, rot markiert auf einem Stadtplan von 1910

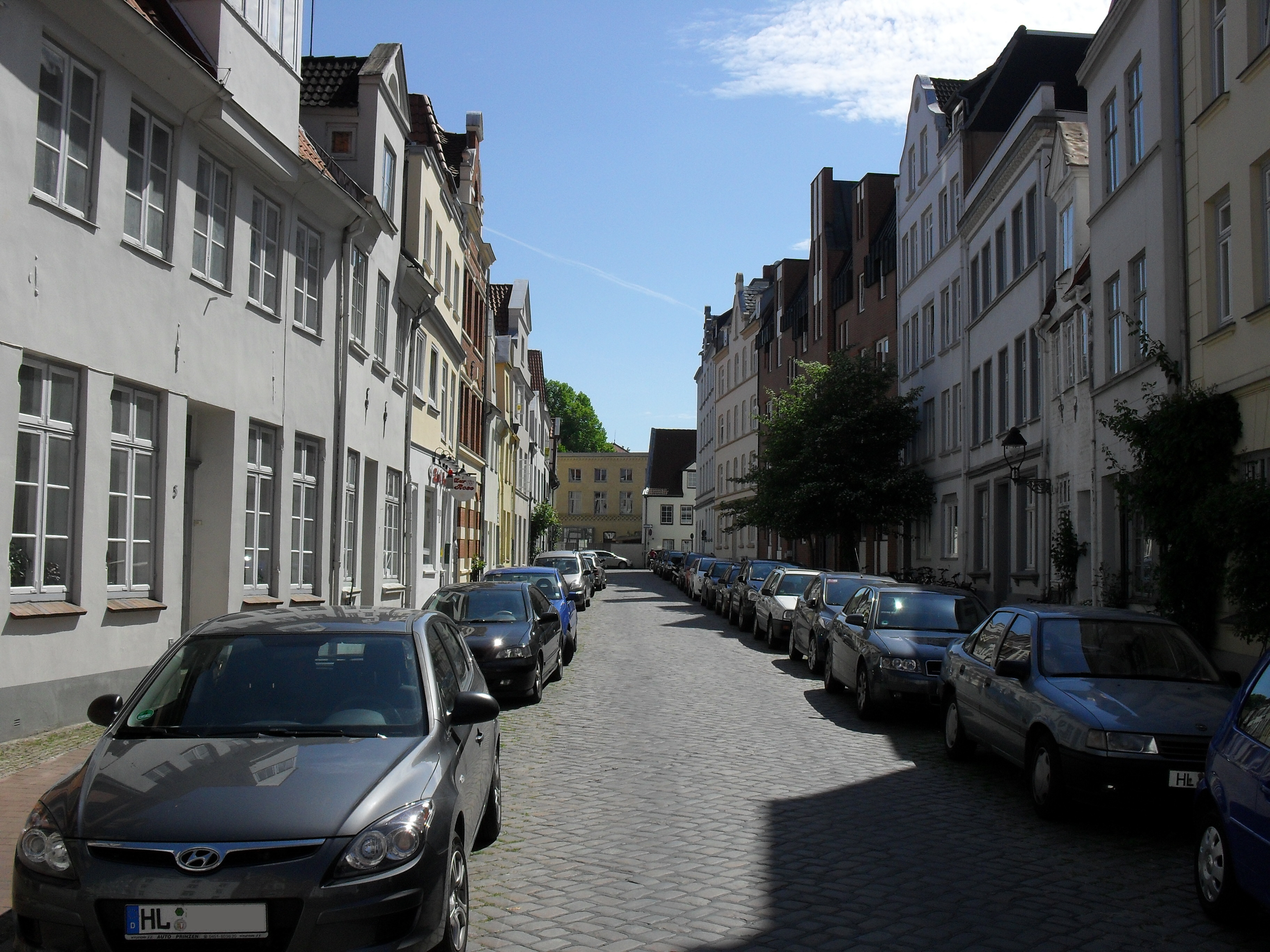
Die Rosenstraße (Blick nach Süden zur Großen Gröpelgrube)

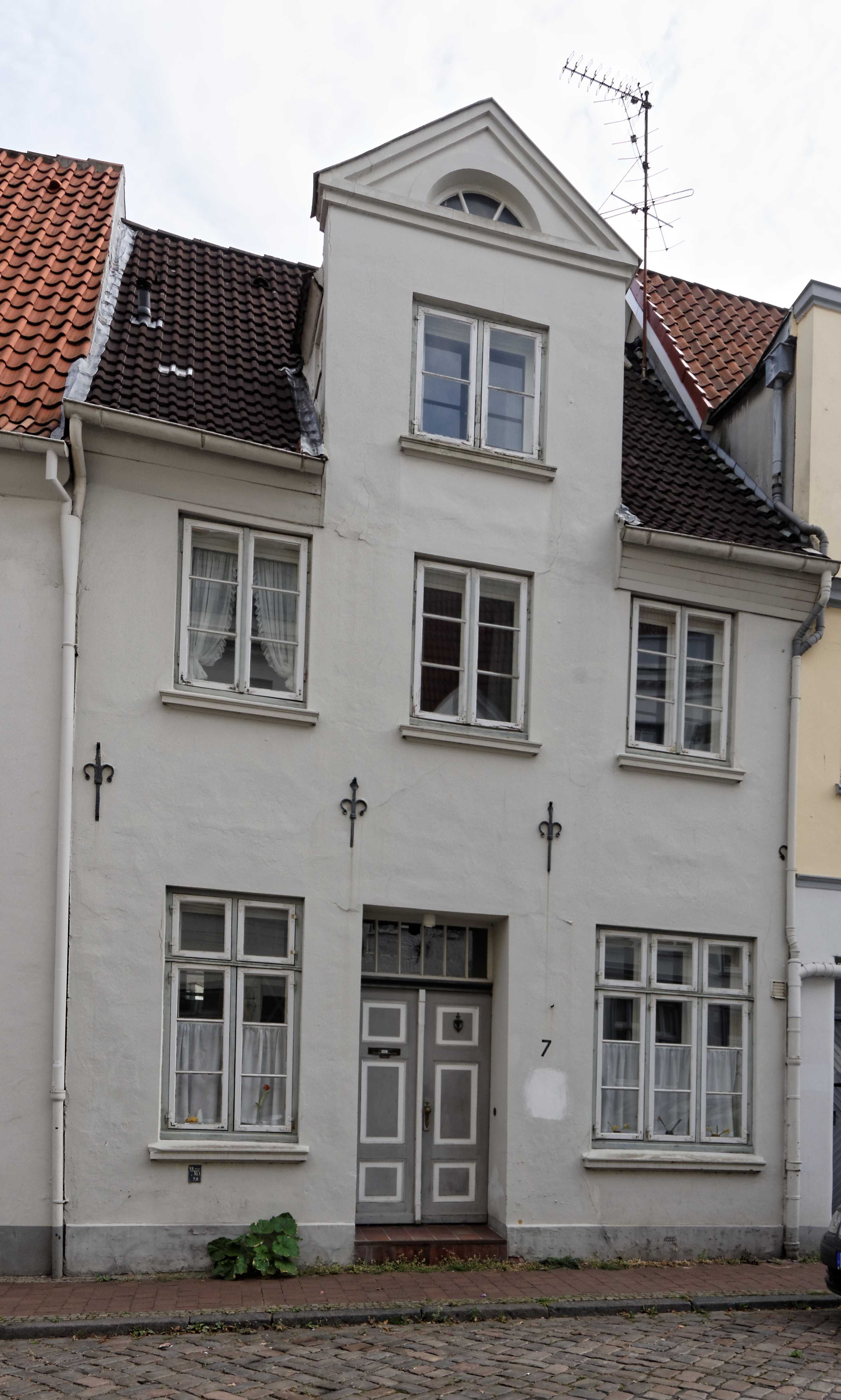
Rosenstraße 7

Röpers Gang 1908

Die Rosenstraße ist eine Straße der Lübecker Altstadt.

## Lage
Die etwa 100 Meter lange Rosenstraße befindet sich im nordöstlichen Teil der Altstadtinsel, dem Jakobi Quartier. Sie beginnt am platzartigen Zusammentreffen von Kleiner Gröpelgrube, Wakenitzmauer und Rosenpforte, verläuft südwärts und mündet schließlich in die Große Gröpelgrube ein.

## Geschichte
Die Rosenstraße galt anfänglich als Teil der Großen Gröpelgrube, die ursprünglich von der Großen Burgstraße bis zur heutigen Einmündung der Rosenstraße reichte und an dieser Stelle scharf nach Norden abknickte. Erst als zu Beginn des 14. Jahrhunderts im Nordosten der Altstadtinsel das Gebiet des sogenannten „Poggenpohls“ (niederdeutsch für „Froschteich“) aufgeschüttet wurde, verlängerte man die Große Gröpelgrube geradlinig weiter nach Osten bis an die Stadtmauer, und die heutige Rosenstraße wurde zu einer eigenen Straße.
1330 wurde sie erstmals urkundlich mit eigenem Namen genannt; ihre niederdeutsch-lateinische Mischbezeichnung lautete Dwerstrate inter fossas lutifigulorum (Querstraße zwischen den Töpfergruben, also der Großen und der Kleinen Gröpelgrube). 1352 ist dann der Name Rosenstrate belegt, der in der Folgezeit beibehalten wurde:
- 1360: Platea rosarum (Rosenstraße)
- 1375: Rozenstrate
- 1441: Platea rosae

Der heutige Name wurde 1852 amtlich festgelegt.
Der Name der Straße ist vermutlich von den Gärten abgeleitet, die sich hier bis zur Stadtmauer erstreckten. Alternative Erklärungen des Straßennamens, der in den mittelalterlichen Stadtkernen Norddeutschlands nicht selten ist, verweisen zum einen darauf, dass die Namen duftender Blumen häufig als Spottnamen für besonders übelriechende Straßen dienten, zum anderen darauf, dass der Name „Rosenstraße“ vielerorts eine verhüllende Bezeichnung für Prostitution in Badehäusern oder „Hurengassen“ war. Für die Lübecker Rosenstraße deuten die überlieferten Besitznachweise aus dem 14. Jahrhundert aber nicht auf Prostitution hin; die Häuser waren überwiegend von Handwerkern bewohnt.
Entweder der Straße selbst oder ebenfalls den hier befindlichen Gärten verdankte die Rosenpforte ihren Namen, ein an ihrem Anfang zum Wakenitzufer führender kleiner Durchlass in der Stadtmauer, der im 17. Jahrhundert einem dort neu angelegten Festungswerk den Namen gab und dessen Bezeichnung heute eine Straße an gleicher Stelle trägt.

## Bebauung und Denkmalschutz
Laut der Denkmalliste der Hansestadt Lübeck vom 17. Januar 2019 stehen folgende Gebäude in der Rosenstraße unter Denkmalschutz:
- Rosenstraße 4: Auf die 1. Hälfte des 14. Jahrhunderts zurückgehendes Haus, 1800 mit klassizistischer Putzfassade versehen und 1884 aufgestockt
- Rosenstraße 7: In der 2. Hälfte des 17. Jahrhunderts errichtetes Renaissancehaus mit klassizistischer Putzfassade des 18. Jahrhunderts
- Rosenstraße 17, Rosengang: Haus 2–15, 1803 errichtete klassizistische Kleinhäuser in einem seit 1669 bestehenden Gang
- Rosenstraße 21: Auf das 14. Jahrhundert zurückgehendes klassizistisches Haus, um 1800
- Rosenstraße 31: Auf die 1. Hälfte des 15. Jahrhunderts zurückgehendes klassizistisches Haus des späten 18. Jahrhunderts

## Gänge und Höfe
Von der Rosenstraße gehen oder gingen folgende Wohngänge ab:
- Nr. 14: Struß’ Thorweg (abgängig)
- Nr. 17: Rosen Gang
- Nr. 18: Röpers Gang (abgängig)
- Nr. 25: Vereinigungs Gang

Struß’ Torweg und Röpers Gang fielen ebenso wie die Häuser Nr. 12 bis 20 einem zwischen 1978 und 1980 vom Lübecker Gemeinnützigen Bauverein erbauten Neubaukomplex (Nr. 12–20) zum Opfer. Während der Röpers Gang spurlos verschwunden ist, besteht unter dem Namen Struß’ Torweg noch ein Durchgang zwischen Nr. 14 und 16 zum Blockbinnenhof und von dort zur Großen Burgstraße 47.